# Марсейан (Жер)
Марсейа́н (фр. Marseillan) — коммуна во Франции, находится в регионе Юг — Пиренеи. Департамент — Жер. Входит в состав кантона Миранд. Округ коммуны — Миранд.
Код INSEE коммуны — 32238.

## География

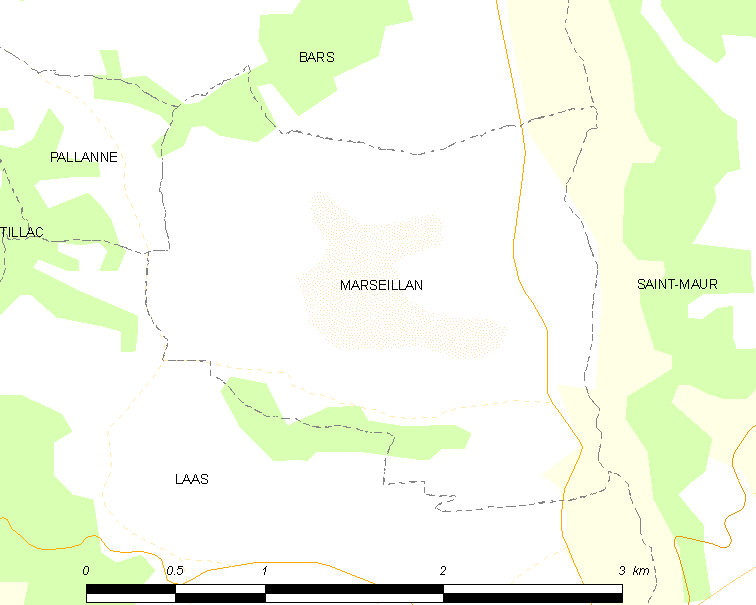
Карта коммуны

Коммуна расположена приблизительно в 620 км к югу от Парижа, в 95 км западнее Тулузы, в 28 км к юго-западу от Оша.
На востоке коммуны протекает река Ос.

## Климат
Климат умеренно-океанический. Лето жаркое и немного дождливое, температура часто превышает 35 °С. Зимой часто бывает отрицательная температура и ночные заморозки. Годовое количество осадков — 700—900 мм.

## Население
Население коммуны на 2010 год составляло 92 человека.
| 1962 | 1968 | 1975 | 1982 | 1990 | 1999 | 2010 |
| ---- | ---- | ---- | ---- | ---- | ---- | ---- |
| 108  | 107  | 87   | 100  | 82   | 68   | 92   |

## Администрация
| Период | Период | Фамилия       | Партия | Примечания |
| ------ | ------ | ------------- | ------ | ---------- |
| 2001   | 2020   | Мишель Раффен |        |            |

## Экономика
В 2010 году среди 52 человек трудоспособного возраста (15-64 лет) 36 были экономически активными, 16 — неактивными (показатель активности — 69,2 %, в 1999 году было 70,6 %). Из 36 активных жителей работали 31 человек (20 мужчин и 11 женщин), безработных было 5 (0 мужчин и 5 женщин). Среди 16 неактивных 5 человек были учениками или студентами, 6 — пенсионерами, 5 были неактивными по другим причинам.